# Élections législatives de 1997 en Haute-Savoie
Les élections législatives françaises de 1997 se déroulent le 25 mai et le 1er juin 1997. Dans le département de la Haute-Savoie, cinq députés sont à élire dans le cadre de cinq circonscriptions.

## Élus
| Circonscription | Député sortant  | Parti | Parti    | Député élu ou réélu | Parti | Parti    |
| --------------- | --------------- | ----- | -------- | ------------------- | ----- | -------- |
| 1re             | Bernard Accoyer |       | RPR      | Bernard Accoyer     |       | RPR      |
| 2e              | Bernard Bosson  |       | UDF (FD) | Bernard Bosson      |       | UDF (FD) |
| 3e              | Michel Meylan   |       | UDF (PR) | Michel Meylan       |       | UDF (AD) |
| 4e              | Claude Birraux  |       | UDF (FD) | Claude Birraux      |       | UDF (FD) |
| 5e              | Pierre Mazeaud  |       | RPR      | Pierre Mazeaud      |       | RPR      |

## Résultats

### Résultats à l'échelle du département
| Parti          | Parti                              | Premier tour | Premier tour | Second tour | Second tour | Sièges |
| Parti          | Parti                              | Voix         | %            | Voix        | %           | Sièges |
| -------------- | ---------------------------------- | ------------ | ------------ | ----------- | ----------- | ------ |
|                | Union pour la démocratie française | 47 586       | 21,24        | 79 333      | 34,39       | 3      |
|                | Rassemblement pour la République   | 34 777       | 15,52        | 58 783      | 25,48       | 2      |
|                | La Droite indépendante             | 7 801        | 3,48         |             |             | 0      |
|                | Divers droite                      | 7 158        | 3,19         | 0           |             |        |
|                | Droite parlementaire               | 97 322       | 43,43        | 138 116     | 59,87       | 5      |
|                |                                    |              |              |             |             |        |
|                | Parti socialiste                   | 44 424       | 19,83        | 81 312      | 35,25       | 0      |
|                | Parti communiste français          | 15 248       | 6,80         |             |             | 0      |
|                | Les Verts                          | 13 935       | 6,22         | 0           |             |        |
|                | Mouvement des citoyens             | 2 890        | 1,29         | 0           |             |        |
|                | Divers gauche                      | 803          | 0,36         | 0           |             |        |
|                | Gauche plurielle                   | 77 300       | 34,50        | 81 312      | 35,25       | 0      |
|                |                                    |              |              |             |             |        |
|                | Front national                     | 37 518       | 16,74        | 11 249      | 4,88        | 0      |
|                | Divers écologiste dont GÉ          | 9 565        | 4,27         |             |             | 0      |
|                | Extrême gauche dont LO et PT       | 2 369        | 1,06         | 0           |             |        |
|                |                                    |              |              |             |             |        |
| Inscrits       | Inscrits                           | 383 880      | 100,00       | 383 839     | 100,00      | 5      |
| Abstentions    | Abstentions                        | 141 182      | 36,78        | 131 580     | 34,28       |        |
| Votants        | Votants                            | 242 698      | 63,22        | 252 259     | 65,72       |        |
| Blancs et nuls | Blancs et nuls                     | 18 624       | 7,67         | 21 582      | 8,56        |        |
| Exprimés       | Exprimés                           | 224 074      | 92,33        | 230 677     | 91,44       |        |

### Résultats par circonscription

#### Première circonscription (Annecy-Nord)
| Candidat       | Candidat                      | Parti          | Premier tour | Premier tour | Second tour | Second tour |  |
| Candidat       | Candidat                      | Parti          | Voix         | %            | Voix        | %           |  |
| -------------- | ----------------------------- | -------------- | ------------ | ------------ | ----------- | ----------- |  |
|                | Bernard Accoyer sortant réélu | RPR            | 19 022       | 38,51        | 30 250      | 58,49       |  |
|                | Sylvie Gillet-de-Thorey       | PS             | 10 946       | 22,16        | 21 469      | 41,51       |  |
|                | Jacques Vassieux              | FN             | 7 116        | 14,41        |             |             |  |
|                | Françoise Rouge               | Les Verts      | 3 920        | 7,94         |             |             |  |
|                | Manuela Gomez                 | PCF            | 2 498        | 5,06         |             |             |  |
|                | Yollande Trouillet            | LDI (MPF)      | 2 431        | 4,92         |             |             |  |
|                | Alex Chablans                 | GÉ             | 2 250        | 4,56         |             |             |  |
|                | René Hamel                    | PT             | 1 207        | 2,44         |             |             |  |
|                |                               |                |              |              |             |             |  |
| Inscrits       | Inscrits                      | Inscrits       | 81 540       | 100,00       | 81 540      | 100,00      |  |
| Abstentions    | Abstentions                   | Abstentions    | 28 155       | 34,53        | 25 873      | 31,73       |  |
| Votants        | Votants                       | Votants        | 53 385       | 65,47        | 55 667      | 68,27       |  |
| Blancs et nuls | Blancs et nuls                | Blancs et nuls | 3 995        | 7,48         | 3 948       | 7,09        |  |
| Exprimés       | Exprimés                      | Exprimés       | 49 390       | 92,52        | 51 719      | 92,91       |  |

#### Deuxième circonscription (Annecy-Sud)
| Candidat       | Candidat                     | Parti          | Premier tour | Premier tour | Second tour | Second tour |  |
| Candidat       | Candidat                     | Parti          | Voix         | %            | Voix        | %           |  |
| -------------- | ---------------------------- | -------------- | ------------ | ------------ | ----------- | ----------- |  |
|                | Bernard Bosson sortant réélu | UDF (FD)       | 16 000       | 37,74        | 25 513      | 57,63       |  |
|                | Jacques Dalex                | PS             | 9 209        | 21,72        | 18 754      | 42,37       |  |
|                | Jean-Luc Mesnage             | FN             | 6 331        | 14,93        |             |             |  |
|                | Thierry Billet               | Les Verts      | 2 336        | 5,51         |             |             |  |
|                | André Genot                  | PCF            | 2 048        | 4,83         |             |             |  |
|                | Jean-Claude Meslin           | GÉ             | 1 704        | 4,02         |             |             |  |
|                | Marc Beaumont                | LDI (MPF)      | 1 680        | 3,96         |             |             |  |
|                | Édith Roche                  | LO             | 1 162        | 2,74         |             |             |  |
|                | Jean-Michel Bouvard          | US4J           | 614          | 1,45         |             |             |  |
|                | Michel Rodi                  | Divers droite  | 491          | 1,16         |             |             |  |
|                | Pierre Moulas                | MDC            | 366          | 0,86         |             |             |  |
|                | Madjid Merabtène             | Divers droite  | 269          | 0,63         |             |             |  |
|                | Gérard Denis                 | IR             | 189          | 0,45         |             |             |  |
|                |                              |                |              |              |             |             |  |
| Inscrits       | Inscrits                     | Inscrits       | 71 331       | 100,00       | 71 331      | 100,00      |  |
| Abstentions    | Abstentions                  | Abstentions    | 25 862       | 36,26        | 23 754      | 33,3        |  |
| Votants        | Votants                      | Votants        | 45 469       | 63,74        | 47 577      | 66,7        |  |
| Blancs et nuls | Blancs et nuls               | Blancs et nuls | 3 070        | 6,75         | 3 310       | 6,96        |  |
| Exprimés       | Exprimés                     | Exprimés       | 42 399       | 93,25        | 44 267      | 93,04       |  |

#### Troisième circonscription (Bonneville)
| Candidat       | Candidat                    | Parti          | Premier tour | Premier tour | Second tour | Second tour |  |
| Candidat       | Candidat                    | Parti          | Voix         | %            | Voix        | %           |  |
| -------------- | --------------------------- | -------------- | ------------ | ------------ | ----------- | ----------- |  |
|                | Michel Meylan sortant réélu | UDF (AD)       | 14 932       | 36,56        | 27 603      | 71,05       |  |
|                | Dominique Martin            | FN             | 10 185       | 24,94        | 11 249      | 28,95       |  |
|                | Fernand Gannaz              | PS             | 6 694        | 16,39        |             |             |  |
|                | Gilles Maistre              | Les Verts      | 2 958        | 7,24         |             |             |  |
|                | Modeste Rigot               | PCF            | 2 520        | 6,17         |             |             |  |
|                | Tanguy Perrin               | GÉ             | 1 348        | 3,3          |             |             |  |
|                | Geneviève Joly              | MDC            | 1 288        | 3,15         |             |             |  |
|                | Alain Taquet                | Divers droite  | 916          | 2,24         |             |             |  |
|                |                             |                |              |              |             |             |  |
| Inscrits       | Inscrits                    | Inscrits       | 70 879       | 100,00       | 70 872      | 100,00      |  |
| Abstentions    | Abstentions                 | Abstentions    | 26 491       | 37,37        | 25 682      | 36,24       |  |
| Votants        | Votants                     | Votants        | 44 388       | 62,63        | 45 190      | 63,76       |  |
| Blancs et nuls | Blancs et nuls              | Blancs et nuls | 3 547        | 7,99         | 6 338       | 14,03       |  |
| Exprimés       | Exprimés                    | Exprimés       | 40 841       | 92,01        | 38 852      | 85,97       |  |

#### Quatrième circonscription (Annemasse)
| Candidat       | Candidat                     | Parti          | Premier tour | Premier tour | Second tour | Second tour |  |
| Candidat       | Candidat                     | Parti          | Voix         | %            | Voix        | %           |  |
| -------------- | ---------------------------- | -------------- | ------------ | ------------ | ----------- | ----------- |  |
|                | Claude Birraux sortant réélu | UDF (FD)       | 16 654       | 39,52        | 26 217      | 59,13       |  |
|                | Guy Gavard                   | PS             | 8 203        | 19,46        | 18 118      | 40,87       |  |
|                | Bernard Midy                 | FN             | 6 879        | 16,32        |             |             |  |
|                | Jean Pelissier               | PCF            | 3 262        | 7,74         |             |             |  |
|                | Charles Dumont               | Les Verts      | 2 231        | 5,29         |             |             |  |
|                | Jacques Lesbaches            | GÉ             | 2 059        | 4,89         |             |             |  |
|                | Emmanuel Rigal               | LDI (MPF)      | 1 621        | 3,85         |             |             |  |
|                | Gabriel Galice               | MDC            | 1 236        | 2,93         |             |             |  |
|                |                              |                |              |              |             |             |  |
| Inscrits       | Inscrits                     | Inscrits       | 74 187       | 100,00       | 74 168      | 100,00      |  |
| Abstentions    | Abstentions                  | Abstentions    | 28 887       | 38,94        | 26 645      | 35,93       |  |
| Votants        | Votants                      | Votants        | 45 300       | 61,06        | 47 523      | 64,07       |  |
| Blancs et nuls | Blancs et nuls               | Blancs et nuls | 3 155        | 6,96         | 3 188       | 6,71        |  |
| Exprimés       | Exprimés                     | Exprimés       | 42 145       | 93,04        | 44 335      | 93,29       |  |

#### Cinquième circonscription (Thonon-les-Bains)
| Candidat       | Candidat                     | Parti          | Premier tour | Premier tour | Second tour | Second tour |  |
| Candidat       | Candidat                     | Parti          | Voix         | %            | Voix        | %           |  |
| -------------- | ---------------------------- | -------------- | ------------ | ------------ | ----------- | ----------- |  |
|                | Pierre Mazeaud sortant réélu | RPR            | 15 755       | 31,96        | 28 533      | 55,4        |  |
|                | Bernard Comont               | PS             | 9 372        | 19,01        | 22 971      | 44,6        |  |
|                | Maurice Guillon              | FN             | 7 007        | 14,21        |             |             |  |
|                | Michel Vivien                | Divers droite  | 5 482        | 11,12        |             |             |  |
|                | Bernard Néplaz               | PCF            | 4 920        | 9,98         |             |             |  |
|                | Alain Coulombel              | Les Verts      | 2 490        | 5,05         |             |             |  |
|                | Jacqueline Denne             | GÉ             | 2 204        | 4,47         |             |             |  |
|                | Pierre Meyer                 | LDI (MPF)      | 2 069        | 4,2          |             |             |  |
|                |                              |                |              |              |             |             |  |
| Inscrits       | Inscrits                     | Inscrits       | 85 943       | 100,00       | 85 928      | 100,00      |  |
| Abstentions    | Abstentions                  | Abstentions    | 31 787       | 36,99        | 29 626      | 34,48       |  |
| Votants        | Votants                      | Votants        | 54 156       | 63,01        | 56 302      | 65,52       |  |
| Blancs et nuls | Blancs et nuls               | Blancs et nuls | 4 857        | 8,97         | 4 798       | 8,52        |  |
| Exprimés       | Exprimés                     | Exprimés       | 49 299       | 91,03        | 51 504      | 91,48       |  |